# Matyáš Kozák
Matyáš Kozák (* 4. května 2001 Praha) je český profesionální fotbalista, který hraje na pozici útočníka za český klub FK Teplice. Je také bývalým českým mládežnickým reprezentantem.

## Klubová kariéra

### Sparta Praha
Kozák je odchovancem pražského Motorletu, ze kterého se přesunul v roce 2012 do akademie Sparty Praha. V ročnících 2018/19 a 2019/20 patřil mezi nejlepší střelce dorostenecké ligy.
V srpnu 2020 podepsal Kozák se Spartou novou smlouvu do roku 2023 a následně odešel na půlroční hostování do prvoligových Teplic. Svůj debut v české nejvyšší soutěži si odbyl 6. prosince 2020, kdy nastoupil do závěru utkání proti Mladé Boleslavi. V průběhu podzimní části sezony 2020/21 odehrál jen dvě soutěžní utkání a následně se vrátil zpátky do pražské Sparty.
Sezonu 2021/22 strávil Kozák v druholigové rezervě, nastoupil do 21 utkání, v nichž vstřelil 12 branek a jako třetí nejlepší střelec Fortuna:Národní ligy pomohl sparťanskému B-týmu ke konečné páté příčce.
V červenci 2022 zamířil na roční hostování do Slovanu Liberec. Svůj debut si Kozák odbyl 6. srpna, kdy nastoupil do závěru utkání proti Teplicím a o týden později vstřelil svou první branku v nejvyšší soutěži, a to při prohře 1:2 na půdě Pardubic. 25. října brankou a asistencí pomohl Liberci k postupu do osmifinále MOL Cupu po výhře 6:0 nad Frýdkem-Místkem. V průběhu celé sezony nastupoval Kozák pravidelně jako střídající hráč, dohromady nastoupil do 25 soutěžních utkání s bilancí 3 branek a 2 asistencí.
V létě 2023 odešel Kozák na roční hostování do Bohemians 1905. Debutoval 22. července v utkání prvního kola proti Pardubicím. O pět dní později si odbyl svůj debut v pohárové Evropě, když nastoupil do druhého poločasu utkání druhého předkola Konferenční ligy proti FK Bodø/Glimt. 6. srpna vstřelil svou první branku v dresu Bohemians, když jediným gólem rozhodl o výhře 1:0 nad Slovanem Liberec. 11. října zaznamenal svůj první hattrick v kariéře, a to při výhře 7:1 nad Spartou Kolín ve třetím kole MOL Cupu. V průběhu sezony 2023/24 nastupoval Kozák pravidelně jako střídající hráč, dohromady odehrál 32 soutěžních zápasů, v nichž vstřelil 5 branek a přidal 2 asistence.
V létě 2024 zamířil Kozák na další hostování, tentokráte do Slovácka. Moravský celek si zajistil rovněž opci na trvalý přestup. Svůj debut si odbyl 3. srpna v utkání třetího ligového kola proti Bohemians 1905. V celé sezoně nastoupil do 25 utkání, vstřelil tři branky v MOL Cupu.

### Teplice
V červnu 2025 přestoupil Kozák do Teplic, kde již dříve působil.

## Reprezentační kariéra
Kozák odehrál mezi lety 2016 a 2022 dohromady 52 utkání v dresu českých mládežnických reprezentacích, v nichž vstřelil 21 branek.